# Hipócrita
Hipócrita è un singolo del rapper portoricano Anuel AA.

## Tracce
1. Hipócrita – 3:20